# Линьсян (Юэян)
Линься́н (кит. упр. 临湘, пиньинь Línxiāng, буквально: «перед [рекой] Сянцзян») — городской уезд городского округа Юэян провинции Хунань (КНР).

## История
Во времена империи Сун в 994 году был создан уезд Ванчао (王朝县), в 996 году переименованный в Линьсян (临湘县).
После образования КНР в 1949 году был создан Специальный район Чанша (长沙专区), и уезд вошёл в его состав. В 1952 году Специальный район Чанша был переименован в Специальный район Сянтань (湘潭专区). 
В 1964 году был образован Специальный район Юэян (岳阳专区), и уезд перешёл в его состав. В 1970 году Специальный район Юэян был переименован в Округ Юэян (岳阳地区). Постановлением Госсовета КНР от 8 февраля 1983 года округ Юэян был расформирован, и уезд был передан в подчинение властям города Юэян, но уже 13 июля 1983 года ситуация была отыграна обратно.
В апреле 1984 года часть уезда Линьсян была передана в состав города Юэян, где на ней был образован Северный район.
Постановлением Госсовета КНР от 27 января 1986 года город Юэян и округ Юэян были объединены в городской округ Юэян.
Постановлением Госсовета КНР от 1 сентября 1992 уезд Линьсян был преобразован в городской уезд.

## Административное деление
Городской уезд делится на 3 уличных комитета и 10 посёлков.